# Battaglia di Culblean
La battaglia di Culblean fu uno scontro delle guerre d'indipendenza scozzesi combattuto il 30 novembre 1335 presso Culblean, nell'Aberdeenshire, in Scozia, tra le truppe dell'esercito regio scozzese e i nobili dissidenti contrari a re Davide II che sostenevano invece Edward Balliol alla corona.

## Antefatto
Dopo l'assassinio di John Comyn, il nipote dell'ex re di Scozia, John Balliol, da parte di Robert Bruce e dei suoi sostenitori nel 1306, si era aperta una guerra civile in Scozia che era andata ad inserirsi nella guerra d'indipendenza che già si stava combattendo contro gli inglesi. Nell'inverno del 1314 il parlamento scozzese privò dei loro titoli e diritti coloro che, pur avendo terre in Scozia, continuavano a combattere per gli inglesi. Si creò così un gruppo di nobili noto come i "diseredati", composto essenzialmente dai vecchi sostenitori dei Balliol che non volevano riconciliarsi col partito dei Bruce.
Nel 1328 il trattato di Northampton tra Inghilterra e Scozia non solo riconobbe quale legittimo sovrano Robert Bruce, ma pose fine a qualsiasi speranza dei nobili diseredati di rientrare in possesso delle loro terre. Tuttavia, la morte di Bruce nel 1329 e l'ascesa al trono di Davide II, suo figlio ancora bambino, offrì ai dissidenti una opportunità per riprendersi le proprie terre. Sotto la guida di Henry de Beaumont, che faceva parte del loro gruppo ed era un veterano delle guerre scozzesi, nei primi anni '30 del Trecento iniziarono a formare un'alleanza volta a portare Edward Balliol, figlio dell'ex re Giovanni, al trono di Scozia. Nel 1332 Beaumont e Balliol lanciarono un'invasione della Scozia, vincendo la battaglia di Dupplin Moor; ma avendo pochi appoggi nel paese, ne vennero espulsi alla fine dell'anno.
Edoardo III, il giovane re d'Inghilterra, che aveva fatto per qualche tempo il doppio gioco, decise di dichiarare apertamente il proprio sostegno a Balliol, e gli scozzesi vennero nuovamente sconfitti nell'estate del 1333 nella battaglia di Halidon Hill. Edward Balliol fu reinsediato sul trono conteso, ma la sua posizione non si dimostrò più sicura di prima. Nel 1335, Edoardo III si portò in Scozia con un grande esercito, ma non riuscendo a forzare gli eventi con un'aperta battaglia, lasciò che i diseredati se la cavassero come meglio potevano.

## Un nuovo guardiano di Scozia
Malgrado tutti questi eventi, la fiamma della resistenza scozzese non si era mai completamente sopita. Davide II venne mandato al sicuro in Francia nel 1334. Nel settembre del 1335 sir Andrew Murray di Bothwell, il cui padre omonimo aveva combattuto al fianco di William Wallace nella battaglia di Stirling Bridge, venne nominato guardiano di Scozia dai lealisti di Davide II presso il castello di Dumbarton. Egli era stato prescelto non solo per la sua esperienza militare, ma anche per aver praticato in passato con Roberto I la guerriglia sul territorio scozzese. Le credenziali di Murray erano perfette: devoto alla causa nazionale, non si era mai sottomesso a Edoardo III o a Balliol, a differenza di Robert Stewart, nipote ed erede di Davide. Dopo la partenza del re inglese dalla Scozia, seguito poco dopo da quella di Edward Balliol, il principale nemico di Murray divenne David de Strathbogie, conte titolare di Atholl, e luogotenente di Balliol per il nord.

## La battaglia
Alla fine di autunno del 1335, Strathbogie stava operando nell'area del Forth per cercare nuove risorse per eradicare gli oppositori dalle loro posizioni. Le azioni di Strathbogie erano chiaramente dirette a riflettere la politica di re Edoardo nella Scozia meridionale, dove oltre un centinaio di aristocratici erano stati privati dei loro titoli e dei loro possedimenti tra il 1335 ed il 1337. John di Fordun, un cronista scozzese, riportava in questo modo la situazione: Ma la tirannia e la crudeltà che questo conte manifestava tra la popolazione non si può riportare alla mente; alcuni erano stati diseredati, altri uccisi, e alla fine pensò a come avrebbe potuto spazzare via dalla faccia della terra i proprietari terrieri.
Strathbogie coronò la sua campagna con l'assedio del castello di Kildrummy a Strathdon, nell'Aberdeenshire. Kildrummy era di proprietà della zia di re Davide, lady Christina Bruce, che era inoltre moglie di Murray. Dalla Scozia meridionale, il guardiano del regno si portò a nord per prestare aiuto alla moglie assediata, avendo raccolto forze per 800 uomini. Strathbogie, secondo lo storico Lord Hailes, aveva al suo seguito 3000 uomini. La tattica di Murray era rischiosa: marciare in battaglia evitando altri scontri con altri nobili locali opposti alla causa dei Bruce sul territorio per andare a colpire solo il loro esercito, senza dispersione di vite o risorse. Se la fortezza di Kildrummy fosse caduta, del resto, sarebbe stato un tremendo colpo per la causa degli indipendentisti.
Strathbogie venne avvisato dell'arrivo di Murray e dei suoi uomini e pertanto decise di porre assedio a Kildrummy, spostandosi a sud per intercettare il nemico nella foresta di Culblean. A Murry, a poche miglia dal fiume Dee, ad est della posizione di Strathbogie, si unirono 300 uomini in arme provenienti da Kildrummy, guidati da John de Craig. La conoscenza del territorio da parte di John era un tesoro preziosissimo. La notte tra il 29 ed il 30 novembre, fu lui a guidare le forze di Murray in un silenzioso movimento verso sud e verso ovest, con l'intento di prendere alle spalle l'armata di Strathbogie. Murray ad ogni modo venne individuato dalle sentinelle nemiche e Strathbogie si preparò allo scontro. In quel momento realizzò di non disporre di arcieri e si accorse che le truppe, perlopiù reclutate in loco, in realtà erano poco pronte a scontrarsi con l'esercito regio scozzese.
Le forze di Murray si divisero in due, con le prime comandate da William Douglas. Quando questi vide Strathbogie, pensò di bloccare i suoi uomini come a fingere di essere impressionato dalla mole dell'esercito nemico. Questa strategia ebbe l'effetto desiderato e Strathbogie guidò i suoi uomini alla carica; Douglas invitò i suoi alla controcarica. Sir Andrew con la sua retroguardia lanciò subito un assalto sul fianco esposto del nemico. Colpito sul fronte e sul fianco, l'esercito di Strathbogie dovette soccombere. Incapace di fuggire e rifiutando la resa, Strathbogie venne ucciso con un gruppo di sostenitori, inclusi Walter e Thomas Comyn. Alcuni dei sopravvissuti trovarono rifugio nel vicino castello posto al centro dell'isola del Loch Kinord, ma vennero costretti alla resa il giorno successivo.

## Culblean nella storia
Rispetto ad altre battaglie della guerra d'indipendenza scozzese, quella di Culblean fu uno scontro minore. Ad ogni modo ebbe una notevole importanza nella ripresa dello spirito nazionale scozzese. W. Douglas Simpson disse a tal proposito: Culblean fu un punto focale nella seconda guerra d'indipendenza scozzese e un evento di importanza nazionale. In effetti lo scontro non solo vanificò i successi ottenuti da Edoardo III nell'estate precedente, ma pose fine per sempre alla speranza per Balliol di ottenere il trono scozzese.